# Dudu
Dudu va ser rei d'Akkad potser del 2195 aC al 2174 aC.

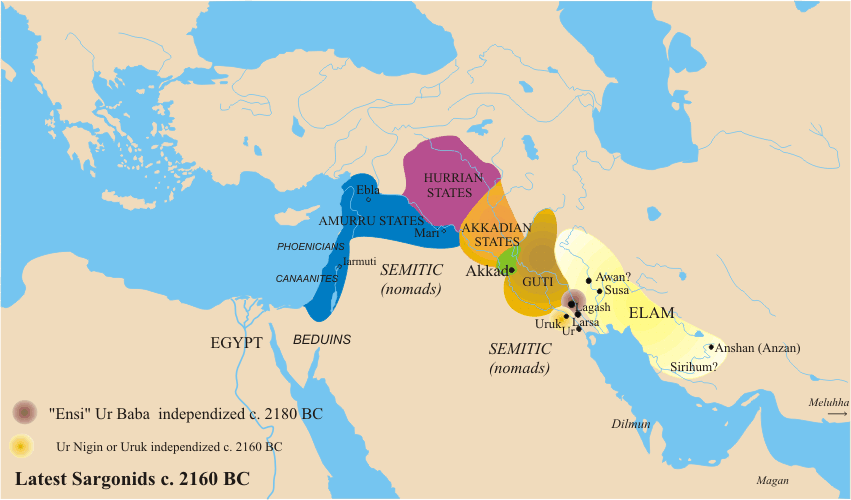
Darrers anys de l'imperi d'Accad.

No se sap segur si estava emparentat amb l'antiga família sargònida, però se sospita que era fill de Xar-Kali-Xarri i es va poder imposar a quatre pretendents que van governar durant tres anys, Ilulu, que potser era un rei dels gutis, Irgigi, Nanum i Imi, segons diu la Llista de reis sumeris.
Encara que amb uns dominis reduïts va portar una certa estabilitat al país. Se suposa que va reconquerir o se li va sotmetre el nord de Sumer, ja que s'han trobat inscripcions seves a Adab i Nippur
Va morir cap al 2174 aC i el va succeir el seu fill Xu-Durul.